# Liste de céramistes estoniens
Cette page propose une liste de céramistes estoniens.
- Haut – A
- B
- C
- D
- E
- F
- G
- H
- I
- J
- K
- L
- M
- N
- O
- P
- Q
- R
- S
- T
- U
- V
- W
- X
- Y
- Z

## A
- Adamson-Eric
- Aino Alamaa (et)
- Ingrid Allik (et)
- Liisu Arro (et)

## B
- Georg Bogatkin (et)

## E
- Valli Eller (et)

## H
- Terje Hütt

## I
- Sergei Isupov (en)
- Anu Ivask (et)

## J
- Silva Jaanberg
- Elsie Johanson
- Maila Juns-Veldre (et)
- Lydia Jõõts
- Kadri Jäätma (et)

## K
- Kadri Kaerma
- Karin Kalman
- Kaido Kask (et)
- Jaan Koort (et)
- Luule Kormašova (et)
- Helene Kuma (et)
- Sirje Kuuskmann (et)

## L
- Kersti Laanmaa
- Tiiu Lass
- Ene-Mai Luur (et)
- Tiina Lõhmus

## M
- Reet Moor

## N
- Ingrid Nõges
- Helina Nelis

## O
- Eva Ole
- Aigi Orav

## P
- Ilmar Palm
- Ellinor Piipuu (et)
- Urmas Puhkan (et)

## R
- Evi Rass
- Leo Rohlin (et)
- Aivar Rumvolt (et)
- Mari Rääk (et)

## S
- Mari Simmulson (sv)
- Velda Soidla
- Juuli Suits (et)
- Saima Sõmer (et)

## T
- Marget Tafel (et)
- Kattri Taklaja
- Annika Teder
- Aurora Tippe (et)

## U
- Naima Uustalu

## V
- Mall Valk (et)
- Helle Videvik (et)
- Viive Väljaots

## Õ
- Õnne Õunap

- Haut – A
- B
- C
- D
- E
- F
- G
- H
- I
- J
- K
- L
- M
- N
- O
- P
- Q
- R
- S
- T
- U
- V
- W
- X
- Y
- Z